# Willis McGahee
Willis Andrew McGahee III (Miami, 20 ottobre 1981) è un ex giocatore di football americano statunitense che ha militato nel ruolo di running back nella National Football League (NFL). Fu scelto nel corso del primo giro (23º assoluto) del Draft NFL 2003 dai Buffalo Bills. Al college giocò a football all'Università di Miami.

## Carriera

### Buffalo Bills
Al draft NFL 2003 McGee fu selezionato come 23ª scelta assoluta dai Bills ma a causa di un infortunio al ginocchio saltò l'intera stagione regolare. Il suo debutto nella NFL avvenne il 12 settembre 2004 contro i Jacksonville Jaguars indossando la maglia numero 21. Nei primi due anni riuscì sempre a superare quota mille yard corse.
Nella stagione 2006 a causa di diversi problemi McGee non riuscì a ripetersi su tali livelli. A fine stagione i Bills decisero di cederlo ai Ravens in cambio della 92a e 239a scelta del draft NFL 2007 e la 71a scelta del draft NFL 2008.

### Baltimore Ravens
Coi Ravens, McGee firmò un contratto di 7 anni per un totale di 40,12 milioni di dollari. Con la nuova franchigià tornò immediatamente su ottimi livelli, anche se Baltimore non riuscì a raggiungere i playoff. La stagione successiva ritornò ad avere vari infortuni che lo costrinsero a saltare 3 partite. A partire dalla stagione 2009, McGee si trovò ad essere meno coinvolto negli schemi offensivi della squadra in favore del compagno Ray Rice.
Il 28 luglio 2011, i Ravens svincolarono il giocatore a causa del suo pesante contratto

### Denver Broncos
Il 30 luglio 2011, McGee firmò con i Broncos un contratto di 4 anni per un totale di 9,5 milioni di dollari di cui 3 milioni garantiti. Nella prima stagione a Denver tornò a superare quota mille yard corse per la prima volta dal 2007, coi Broncos che vinsero la propria division e batterono i Pittsburgh Steelers nel primo turno dei playoff, uscendo nel successivo contro i New England Patriots. A fine anno, Willis fu convocato per il secondo Pro Bowl in carriera.
Nelle prime dieci gare della stagione 2012, Willis giocò delle solide prestazioni totalizzando 731 yard corse e 4 touchdown. Nella vittoria della settimana 11 sui San Diego Chargers però, il giocatore si fratturò una gamba e si ruppe il legamento mediale collaterale, venendo costretto a uno stop che gli fece perdere tutto il resto della stagione.
Il 13 giugno 2013, McGee fu svincolato dai Denver Broncos.

### Cleveland Browns
Il 19 settembre 2013, McGahee firmò con i Cleveland Browns dopo che il giorno precedente la franchigia aveva scambiato il proprio running back titolare Trent Richardson con gli Indianapolis Colts. Il primo touchdown con la nuova maglia lo segnò nella settimana 5 contro i Bills in cui i Browns ottennero la terza vittoria consecutiva. Il secondo lo segnò nella sconfitta della settimana 13 contro i Jacksonville Jaguars.

## Palmarès
- (2) Pro Bowl (2007, 2011)
- (1) NFL Comeback Player dell'anno (stagione 2004)
- (1) Running back della settimana (9a settimana della stagione 2011)

## Statistiche
| Partite totali      | 142   |
| Partite da titolare | 95    |
| Yard su corsa       | 8.474 |
| Touchdown su corsa  | 65    |

Statistiche aggiornate alla stagione 2013